# Percentatge de forner
El percentatge de forner (de l'anglès, Baker's percent)), és un procediment tradicional en terres de parla anglesa d'expressar la proporció dels ingredients quan s'elabora el pa. És equivalent al també sistema tradicional de donar les receptes en proporcions o parts, tipus "dues parts de farina per cada part d'aigua"). És una forma, que contràriament a la idea d'expressar els percentatges d'acord amb el volum (o el pes) total, es fa d'acord amb el pes de farina emprat, que es pren com 100%, els ingredients intervinents es donen en percentatges sobre la farina emprada. A termes generals es pot dir que el percentatge forner presa com a centre la determinació d'un ingredient "base" pel qual tots els altres ingredients es relacionaran amb percentatges a la recepta, d'aquesta forma en mantenir estrictament aquestes relacions percentuals el pa elaborat serà sempre igual i independentment de l'escala de la preparació. Aquest sistema s'acostuma a utilitzar a la fleca, rebosteria i qualsevol altre ofici relacionat amb el manejament d'ingredients a l'elaboració d'aliments.

## Avantatges
El principal avantatge és la de poder memoritzar les quantitats sense necessitat de variar les quantitats d'acord amb la quantitat final. Per exemple, si a l'elaboració de pa s'acostuma a utilitzar 100% farina, 60% aigua, 1% llevat, 2% sal i 1% oli, llard de porc, o mantega. Amb una simple aritmètica es pot saber la quantitat veritable per fer 50 barres, o 10 o 200 pans. Si un forner volgués fer 3 kg de massa hauria d'aplicar 3 * 100 / (100 + 60 + 1 + 2 + 1) = 1.83 kg de farina. Des d'aquest càlcul 60% de 1.83 kg és igual a 1.09 kg d'aigua, 1% de 1.83 kg 18 grams de llevat, etc.